# Saint-Clément (Allier)
Saint-Clément è un comune francese di 369 abitanti situato nel dipartimento dell'Allier della regione dell'Alvernia-Rodano-Alpi.

## Società

### Evoluzione demografica
Abitanti censiti